# Anomocala hopkinsi
Anomocala hopkinsi là một loài bướm đêm trong họ Noctuidae.